# Héctor Rafael Rodríguez Rodríguez
Héctor Rafael Rodríguez Rodríguez, M.S.C. (Sánchez, 13 de janeiro de 1961) é um prelado dominicano da Igreja Católica, atual arcebispo de Santiago de los Caballeros e presidente da Conferência do Episcopado Dominicano.

## Biografia
Em 1976 ingressou no Centro Vocacional dos Missionários do Sagrado Coração. Estudou filosofia (1981-1984) e teologia (1984-1989) no Pontifício Seminário Santo Tomás de Aquino, em Santo Domingo, onde também completou o ano pastoral e a experiência como diácono transitório. Fez a profissão solene em 8 de setembro de 1984 e recebeu a ordenação presbiteral em 10 de junho de 1989, em sua paróquia natal, Nuestra Señora del Rosario Sánchez.
Enviado como estudante para Roma, obteve a licenciatura em teologia espiritual na Pontifícia Universidade Gregoriana, entre 1989 e 1991.
Ao regressar à sua terra natal exerceu o ministério de Vigário de paróquia (1991-1992). Dentro da sua Congregação religiosa foi diretor do Aspirantado do Centro Vocacional (1992-1994), diretor do Pós-Noviciado (1994-2000). Depois de um curso de seis meses para Formadores na Espanha, foi nomeado Mestre dos Noviços (2001-2006) e depois Provincial (2006-2012), cargo durante o qual foi também Membro do Conselho de Administração da Conferência Dominicana de Religiosos. De 2012 até 2015 foi o Primeiro Conselheiro da Congregação dos Missionários do Sagrado Coração.
Em 23 de fevereiro de 2015, o Papa Francisco o nomeou bispo da Diocese de La Vega. Ele recebeu sua ordenação episcopal em 9 de maio seguinte, na Catedral de la Inmaculada Concepción de La Vega, de Nicolás de Jesús López Rodríguez, cardeal arcebispo de Santo Domingo, coadjuvado por Gabriel Antonio Camilo González, bispo emérito de La Vega e por Valentín Reynoso Hidalgo, bispo auxiliar de Santiago de los Caballeros.
Na 61.ª Assembleia Plenária dos Bispos Dominicanos, realizada em Santo Domingo entre 2 e 7 de julho de 2023, foi eleito presidente da Conferência do Episcopado Dominicano (CED).
Em 7 de outubro de 2023 foi promovido a arcebispo metropolitano de Santiago de los Caballeros.